# 蒂里耶
蒂里耶（法語：Turriers，法語發音：[tyʁje]）是法国上普罗旺斯阿尔卑斯省的一个市镇，属于福卡尔基耶区。

## 地理
蒂里耶（44°24'5"N, 6°10'8"E）面积19.86 平方千米，位于法国普罗旺斯-阿尔卑斯-蓝色海岸大区上普罗旺斯阿尔卑斯省，该省份为法国东南部内陆省份，北起上阿尔卑斯省，西接沃克吕兹省，西北接德龙省，南至瓦尔省，东临滨海阿尔卑斯省，东北部与意大利接壤。
与蒂里耶接壤的市镇（或旧市镇、城区）包括：巴永、贝拉费尔、福孔迪凯尔、日戈尔。

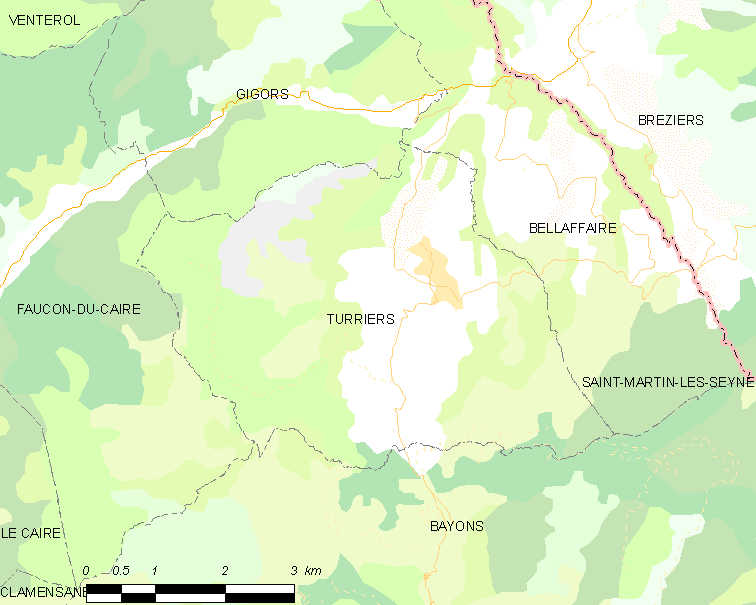
蒂里耶的OSM定位图

蒂里耶的时区为UTC+01:00、UTC+02:00（夏令时）。

## 行政
蒂里耶的邮政编码为04250，INSEE市镇编码为04222。

## 政治
蒂里耶所属的省级选区为塞讷县。

## 人口

1962-2008年间蒂里耶人口变化图示

蒂里耶于2022年1月1日时的人口数量为345人。